# Thermaltake
Thermaltake Technology Co., Ltd (en chino, 曜越科技; pinyin, Yàoyuè Kējì), comúnmente conocida como Thermaltake es un fabricante taiwanés de diseños de cajas de PC, fuentes de alimentación, dispositivos de refrigeración y periféricos. Su sede principal se encuentra en Taipei, Taiwán. Sus sedes centrales están en localizadas en Taipéi, Taiwán, Tiene múltiples plantas de manufacturación en la China continental, incluyendo una planta principal en Dongguan, China.

## Historia
Thermaltake fue fundada en Taiwán en el año 1999.  Su sede estadounidense se estableció al mismo tiempo que las oficinas en el Sur de California.

## Controversia de copia
En Computex 2015, Thermaltake presentó nuevas cajas de computadora que eran muy similares a los gabinetes SM8 y TH10 de Caselabs con el accessorio pedestal.

## Marcas

### Tt eSPORTS

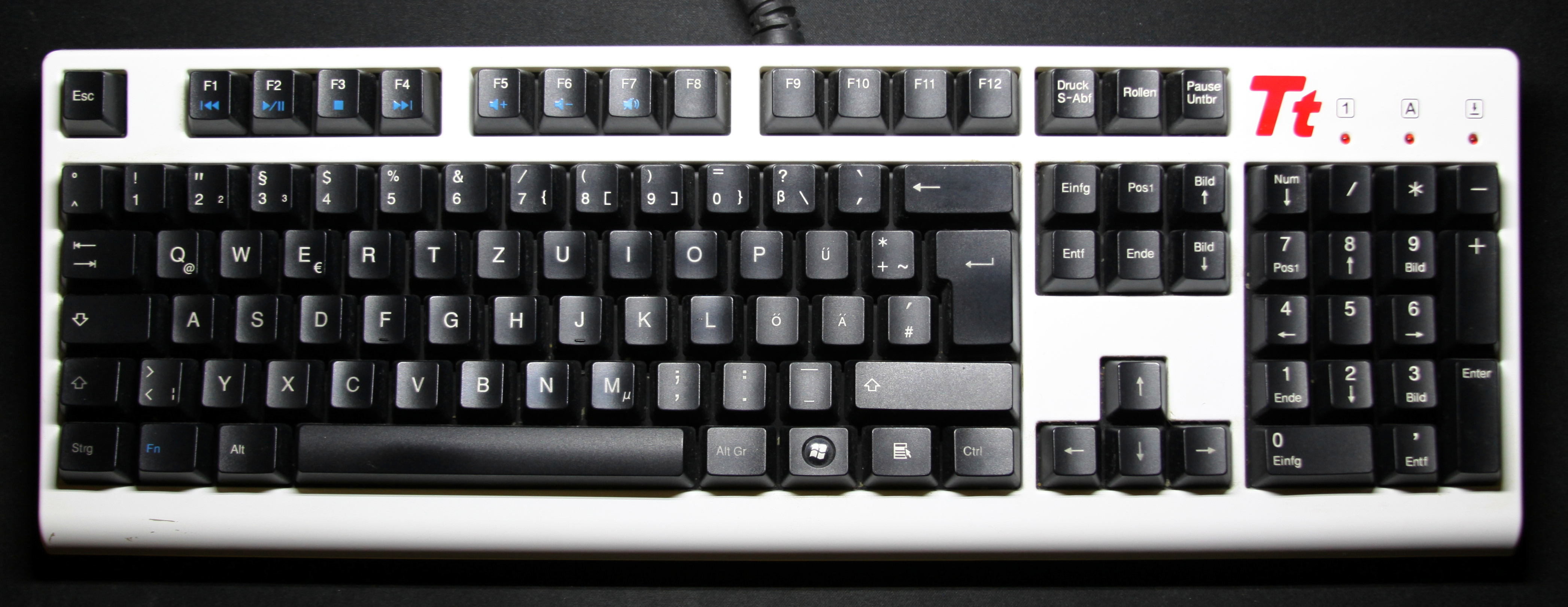
Teclado de juegos Tt eSports Meka G1 gaming keyboard con interruptores Cherry MX

Thermaltake ofrece una serie de ratones, teclados y otros periféricos para juegos dirigidos a jugadores competitivos a través de la marca Tt eSPORTS.

también patrocina una variedad de equipos de esports y streamers alrededor del mundo.

### LUXA2
En 2009, Thermaltake lanzó una marca de accesorios móviles llamada LUXA2.